# ГЕС Ніна
ГЕС Ніна (尼那水电站) — гідроелектростанція на півночі Китаю у провінції Цинхай. Знаходячись між ГЕС Ласіва (вище за течією) та ГЕС Ліцзяся, входить до складу каскаду на одній із найбільших річок світу — Хуанхе.
У межах проєкту річку перекрили комбінованою греблею висотою 43 метри та довжиною 630 метрів, яка складається із розташованої в річищі бетонної частини та прилягаючої до неї ліворуч земляної секції довжиною 409 метрів. Вона утримує водосховище об'ємом 26,2 млн м3 та нормальним рівнем поверхні на позначці 2235,5 метра НРМ.
Інтегрований у греблю машинний зал обладнали чотирма бульбовими турбінами потужністю по 40 МВт, котрі забезпечують виробництво 763 млн млн кВт·год електроенергії на рік.